# Bolesław III de Verkwister
Bolesław III de Verkwister (23 september 1291 - Brieg, 21 april 1352) was van 1296 tot 1352 hertog van Brieg, van 1296 tot 1311 hertog van Breslau en van 1296 tot 1311 en van 1312 tot 1342 hertog van Liegnitz. Hij behoorde tot de Silezische tak het huis Piasten.

## Levensloop
Bolesław III was de oudste zoon van hertog Hendrik V van Silezië en Elisabeth van Groot-Polen, dochter van hertog Bolesław de Vrome. 
Na de vroege dood van zijn vader in 1296 werd Bolesław III samen met zijn broers Hendrik VI en Wladislaus hertog van Breslau, Liegnitz en Brieg. Omdat ze nog minderjarig waren, werd de broer van hun vader, hertog Bolko I van Schweidnitz, regent. Nadat Bolko I reeds in 1301 stierf, werd koning Wenceslaus II van Bohemen regent voor de drie broers. Hierdoor kreeg Wenceslaus II verdere invloed op het hertogdom Silezië.
Nadat ook koning Wenceslaus II in 1305 stierf, werd Bolesław III volwassen verklaard. Voorlopig regeerde hij samen met bisschop van Breslau Hendrik van Würben, die het regentschap van zijn jongere broers op zich nam. Nadat ook zijn broers volwassen werden verklaard, werden de gebieden die ze van hun vader geërfd hadden tussen de broers verdeeld. Bolesław kreeg hierbij het hertogdom Brieg met de stad Grottkau en eveneens een geldcompensatie van zijn jongere broer Hendrik VI, die het hertogdom Breslau met de districten Breslau en Neumarkt kreeg. De jongste broer, Wladislaus, behield het hertogdom Liegnitz. Al snel na de gebiedsverdeling wilde Bolesław echter zijn macht uitdeinen door het erfgebied van zijn broer Wladislaus proberen af te nemen, met wie hij steeds conflicten had. Bolesław slaagde in zijn opzet en in 1312 moest Wladislaus het hertogdom Liegnitz aan hem afstaan.
Met zijn schoonbroer, koning Jan de Blinde van Bohemen, had Bolesław een goede verhouding. In 1315 sloten beiden een verdedigingsakkoord en in 1321 werd Bolesław zelfs tijdelijk regent van Bohemen in naam van zijn schoonvader. In 1321 kreeg hij dan weer van hertog Bolko II van Opole het volledige land tussen de Oder en de Stober toegewezen, het dorp Rybna inbegrepen. Vervolgens ontnam hij in 1323 de hertog van Oels de steden Namslau, Bernstadt, Konstadt, Landsberg, Pitschen en Kreuzburg. In 1325 probeerden de paus, de bisschop van Posen en de deken van Lebus om Bolesław te dwingen om het hertogdom Liegnitz terug aan zijn broer Wladislaus te geven, wat echter mislukte.
Eind 1326 werd administrator van Breslau Nicolaas van Banz, die Bolesławs broer Hendrik VI steunde in zijn pogingen om de aansluiting van Silezië bij Bohemen tegen te werken, door aanhangers van Bolesław ontvoerd en in de burcht van Jeltsch opgesloten. Nadat Hendrik VI op 6 april 1327 het hertogdom Breslau aan koning Jan de Blinde afstond, werd Nicolaas van Banz terug vrijgelaten. Op de terugweg van zijn krijgstocht door Litouwen eind april 1329, bemiddelde Jan de Blinde om de twist tussen Bolesław en zijn broer Wladislaus om het bezit van het hertogdom Liegnitz op te lossen. Vermoedelijk was dit de reden dat Bolesław op 9 juni 1329 het hertogdom Liegnitz en het hertogdom Brieg aan Bohemen afstond. Hierdoor maakte Bolesław zijn gebieden afhankelijk van Bohemen, wat in 1335 in het verdrag van Trentschin bevestigd werd. 
In 1342 stond Bolesław het hertogdom Liegnitz af aan zijn twee zoons, waarna hij enkel nog hertog van Brieg was. In 1344 verkocht hij de stad Grottkau en het bijbehorende district aan bisschop van Breslau Preczlaw van Pogarell, die daarmee zijn vorstendom Neisse uitbreidde en zich vanaf dan hertog van Grottkau liet noemen. Bolesław had een verkwistende levensstijl, wat de oorzaak was dat hij zijn regeringsgebied op het einde van zijn regeerperiode verkleinde. Omdat hij een vrij vijandige houding had tegenover de geestelijkheid, werd hij zelfs geëxcommuniceerd. Toen hij zich in 1352 kort voor zijn overlijden verzoende met de geestelijkheid, werd de excommunicatie opgeheven.

## Huwelijk en nakomelingen
Op 13 januari 1303 huwde Bolesław III met Margaretha van Bohemen (1296-1322), dochter van koning Wenceslaus II van Bohemen. Ze kregen volgende kinderen:
- Wenceslaus I (1318-1364), hertog van Liegnitz
- Lodewijk I (1321-1398), hertog van Liegnitz en Brieg
- Nicolaas (1322), stierf kort na de geboorte.

Nadat zijn eerste vrouw in het kraambed was gestorven, hertrouwde hij in 1326 met Catharina Šubić(overleden in 1358), dochter van ban Mladen III Šubić van Kroatië. Zij kregen een dochter Catharina (overleden in 1409). 